# Eudactylina aspera
Eudactylina aspera är en kräftdjursart som beskrevs av Carl Bartholomäus Heller 1865. Eudactylina aspera ingår i släktet Eudactylina och familjen Eudactylinidae. Inga underarter finns listade i Catalogue of Life.